# Villeneuve-sur-Auvers
Villeneuve-sur-Auvers  [vilnǝv syʁ ovɛʁ] je francouzská obec v departementu Essonne v regionu Île-de-France. V obci se nachází kostel svatého Tomáše Becketa.

## Poloha
Obec Villeneuve-sur-Auvers se nachází asi 43 km jihozápadně od Paříže. Obklopují ji obce Janville-sur-Juine na severu, Cerny na severovýchodě, Boissy-le-Cutté na východě, Bouville na jihovýchodě a na jihu a Auvers-Saint-Georges od jihozápadu na severozápad.

## Historie
Oblast Villeneuve-sur-Auvers byla pravděpodobně obydlena již v prehistorických dobách, jak o tom svědčí skalní rytiny v jeskyni Sarasin nedaleko obce. První písemná zmínka o obci se nachází v kronice opatství Morigny, když v roce 1173 klášter pronajal zdejší půdu. V roce 1210 proběhl soudní spor mezi kapitulou u katedrály Notre-Dame v Chartres proti zdejším osadníkům. V 17. století se ve Villeneuve pěstovalo obilí a réva vinná, v okolních kamenolomech se těžil pískovec, který se využíval až do první světové války.

## Vývoj počtu obyvatel
Počet obyvatel